# Guillaume-Xavier Labbey de Pompières
Pour les articles homonymes, voir Labbey.
Guillaume-Xavier Labbey de Pompières est un homme politique français né à Besançon le 3 mai 1751 et mort à Paris le 14 mai 1831.

## Biographie
Fils de Jacques François Joseph Labbey et d'Étiennette Marie Roux, Guillaume-Xavier Labbey sert, avant la Révolution française, dans l'artillerie où il atteint le grade de capitaine. Il se retire en 1789 après vingt-sept ans de service.
Partisan très modéré des idées nouvelles aux débuts de la Révolution, il ne tarde pas à s'effrayer du tour pris par les évènements et il est arrêté et emprisonné comme suspect en 1793. Rendu à la liberté après dix-huit mois de détention, il devient membre et président du district de Saint-Quentin.
Sous l'Empire, il est nommé conseiller de préfecture du département de l'Aisne, assure l'intérim du préfet de ce département en 1812, avant d'être désigné comme député de l'Aisne au Corps législatif par le Sénat conservateur (6 janvier 1813). Il siège dans le petit groupe des opposants et vote l'impression du rapport de Lainé sur la situation politique de la France après la bataille de Leipzig.
Partisan du retour des Bourbons, il contribue à leur rappel après avoir pris part à la déchéance de Napoléon Ier. Dans la Chambre de 1814, il prend assez souvent la parole : contre le rétablissement de la censure proposé par le ministre de l'Intérieur, l'abbé de Montesquiou ; sur le budget ; sur la naturalisation des habitants des pays réunis à la France ; sur la restitution aux émigrés de leurs biens non vendus ; sur les douanes ; sur la franchise du port de Marseille.
Le 8 mai 1815, Labbey de Pompières est élu représentant de l'Aisne à la Chambre des Cent-Jours. Durant cette brève législature, il ne paraît pas à la tribune mais est choisi comme l'un des cinq inspecteurs de la salle.
Partisan de la monarchie constitutionnelle, il reste dans la retraite pendant quelques années à la Seconde Restauration. Le 11 septembre 1819, il est élu député par le collège de département de l'Aisne. Il prend place à gauche et opine avec l'opposition libérale en montrant, malgré son âge avancé, beaucoup d'ardeur, interrompant constamment les orateurs ministériels. Il vote contre les lois d'exception, contre le système électoral, et dénonce avec énergie la violation de la Charte de 1814 : « Le pacte social est rompu, le corps politique est dissous, la loi n'est plus qu'un fantôme : il ne reste que l'arbitraire et la force, précurseurs de l'anarchie [...] Les Français ont entrevu la liberté, ils la veulent, ils l'auront, dussent-ils briser sur la tête de leurs ennemis les chaînes qu'ils voudraient leur donner ! » Il parle contre la censure, appuyant un amendement de Benjamin Constant, réclame plusieurs réductions sur divers articles du budget, et fait ressortir la disparité de traitement entre l'archevêque de Paris et un simple vicaire de campagne.
Le 6 mars 1820, il développe une proposition relative à la régularité des scrutins et demande que soit déposé à côté de l'urne des votes un registre d'émargement sur lequel chaque votant devrait s'inscrire avant de déposer son vote et que le nombre des votants soit proclamé avant le dépouillement. Cette proposition est rejetée.
En 1821, il ne propose pas moins de 62 amendements sur le budget, qu'on appelle plaisamment des « amendements à coulisse ». Dans la session de 1822, il renouvelle ses attaques contre le régime de la presse et contre le ministère à propos de l'affaire du sous-caissier Mattéo, qui avait détourné 1 900 000 francs, dont il demande que le ministre soit porté garant. Adversaire résolu de l'expédition d'Espagne de 1823, il proteste également contre l'expulsion du député Manuel et compte parmi les opposants les plus actifs et les plus déterminés.
Le 6 mars 1824, Labbey de Pompières se représente sans succès devant le collège de département de l'Aisne, mais il est réélu le 2 août de la même année dans le 2e arrondissement électoral (Saint-Quentin). Il est réélu le 17 novembre 1827.
On le voit encore paraître très fréquemment à la tribune pour combatte le « milliard des émigrés », le septennalité de la Chambre des députés, la loi sur le sacrilège, le rétablissement du droit d'aînesse, etc. Il ne perd aucune occasion de critiquer vivement les actes politiques et financiers du comte de Villèle à qui il prédit un jour que les « paratonnerres » dont il a surchargé les toits de son ministère ne lui serviront pas de « parachute ».
Après la chute du ministère Villèle, il dépose lui-même, le 30 mai 1828, sur le bureau de la Chambre des députés, un projet de résolution de mise en accusation formelle contre le cabinet ainsi conçu : « J'accuse les précédents ministres de trahison envers le roi qu'ils ont isolé de son peuple ». Renvoyée aux bureaux, la proposition est discutée le 4 juin, prise en considération, sous une autre forme et, le 21 juillet, le rapporteur, Girod de l'Ain, conclut à son adoption. La discussion en est toutefois ajournée à la session suivante. La Chambre finit par renoncer à cette procédure.
Labbey de Pompières n'épargne pas le ministère Martignac et il est au nombre de ceux qui préparent sa chute par d'incessantes critiques et une guerre continuelle à coups d'épigrammes et d'amendements. Il signe l'adresse des 221 contre le ministère Polignac après avoir présidé, comme doyen d'âge, la première séance de la session de 1830.
Après la dissolution du 16 mai 1830, il est réélu député le 23 juin. Il prend une part très active aux délibérations des députés présents à Paris contre les ordonnances du 25 juillet 1830, les réunit sous sa présidence le 27 juillet, proteste avec eux, excite personnellement le peuple à la résistance dans plusieurs quartiers de la capitale, et met toute son influence au service de l'avènement de Louis-Philippe.
Dès les premiers temps de la monarchie de Juillet, la politique du nouveau régime déçoit toutefois ses attentes libérales. Il se sépare de la majorité, refuse le poste de questeur qu'elle lui offre et cesse de paraitre aux séances de la Chambre. Il meurt peu après, le 14 mai 1831 et est inhumé au cimetière du Père-Lachaise (36e division).
Sa fille a épousé Odilon Barrot.
On a de lui plusieurs de ses discours et opinions à la Chambre, imprimés à part.

## Source
- « Guillaume-Xavier Labbey de Pompières », dans Adolphe Robert et Gaston Cougny, Dictionnaire des parlementaires français, Edgar Bourloton, 1889-1891 [détail de l’édition]